# Comuna Svarîțevîci, Dubrovîțea
Svarîțevîci (în ucraineană Сварицевичі) este o comună în raionul Dubrovîțea, regiunea Rivne, Ucraina, formată din satele Svarîțevîci (reședința) și Zelen.

## Demografie
Componența lingvistică a comunei Svarîțevîci
     Ucraineană (99,71%)
     Alte limbi (0,29%)
Conform recensământului din 2001, majoritatea populației comunei Svarîțevîci era vorbitoare de ucraineană (99,71%), existând în minoritate și vorbitori de alte limbi.